# Hide-Out (1934)
Hide-Out is een Amerikaanse misdaadfilm uit 1934 onder regie van W.S. Van Dyke. Destijds werd de film in Nederland uitgebracht onder de titel Dieven met vacantie.

## Verhaal
Bij een klopjacht door de politie loopt de dief Lucky Wilson een schotwond op. Hij wordt gevonden door boer Henry Miller, die hem aanziet voor een onschuldig slachtoffer van criminelen. Lucky neemt contact op met zijn kompaan Tony Berrelli, die een arts stuurt om hem te verzorgen. Tony vindt de boerderij een ideale schuilplaats. Lucky wordt intussen verliefd op de dochter van boer Miller. Hij wil zijn misdaadverleden voor haar verborgen houden.

## Rolverdeling
| Acteur              | Personage             |
| ------------------- | --------------------- |
| Robert Montgomery   | Lucky Wilson          |
| Maureen O'Sullivan  | Pauline Miller        |
| Edward Arnold       | Commissaris MacCarthy |
| Elizabeth Patterson | Ma Miller             |
| Whitford Kane       | Henry Miller          |
| Mickey Rooney       | Willie Miller         |
| C. Henry Gordon     | Tony Berrelli         |
| Muriel Evans        | Baby                  |
| Edward Brophy       | Rechercheur Britt     |
| Henry Armetta       | Shuman                |
| Herman Bing         | Jake                  |
| Louise Henry        | Lilly                 |
| Harold Huber        | Dokter Warner         |

## Prijzen en nominaties
| Jaar | Prijs  | Categorie     | Genomineerde(n) | Uitslag     |
| ---- | ------ | ------------- | --------------- | ----------- |
| 1934 | Oscars | Beste verhaal | Mauri Grashin   | Genomineerd |